# Sonnenhüte (Echinacea)
Die Sonnenhüte (Echinacea, Aussprache [eçinaˈt͡seːa], auch Scheinsonnenhüte oder Igelköpfe genannt,) sind eine Pflanzengattung aus der Familie der Korbblütler (Asteraceae). Der botanische Gattungsname Echinacea ist vom altgriechischen Wort ἐχῖνος echínos [eˈkʰiːnos] für Seeigel (Echinoidea) abgeleitet und bezieht sich auf die stacheligen Spreublätter des igelköpfigen Blütenkorbes. Alle Arten haben ihre Heimat nur im östlichen und zentralen Nordamerika.

## Beschreibung
Echinacea-Arten wachsen als ausdauernde krautige Pflanzen, die je nach Art meist Wuchshöhen von bis zu 140 cm erreichen. Außer bei Echinacea purpurea besitzen alle Arten Pfahlwurzeln. Die aufrechten Stängel sind unverzweigt bis verzweigt. Die Pflanzen können verschieden behaart sein. Die wechselständig, grundständig und an den Stängeln verteilt angeordneten Laubblätter sind mehr oder weniger lang gestielt. Die einfache Blattspreite besitzt ein, drei oder fünf Blattadern. Der Blattrand ist meist glatt, manchmal gezähnt oder gesägt. Die Blattoberflächen sind manchmal glatt oder meist behaart.

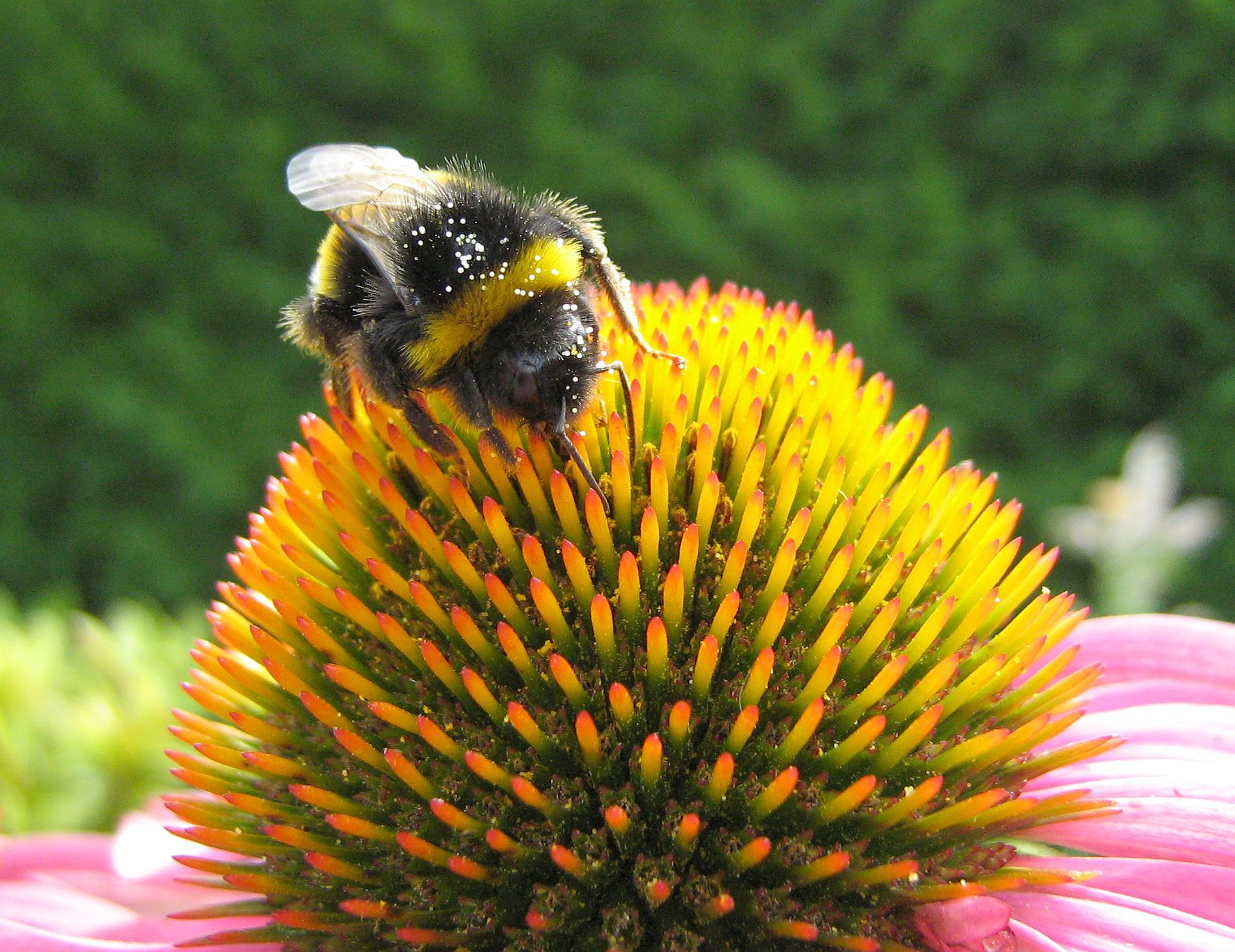
Der „stachelige“ Ausschnitt eines Blütenstandes des Purpur-Sonnenhut (Echinacea purpurea) mit Hummel

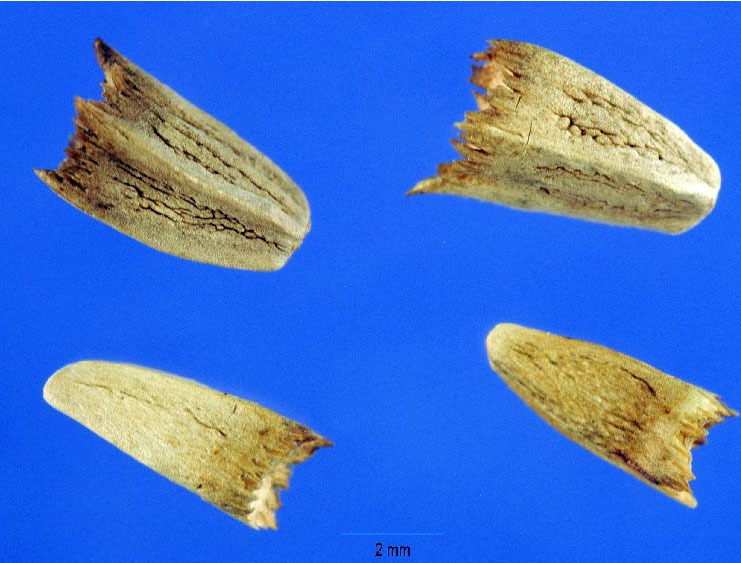
Achänen des Purpur-Sonnenhuts (Echinacea purpurea)

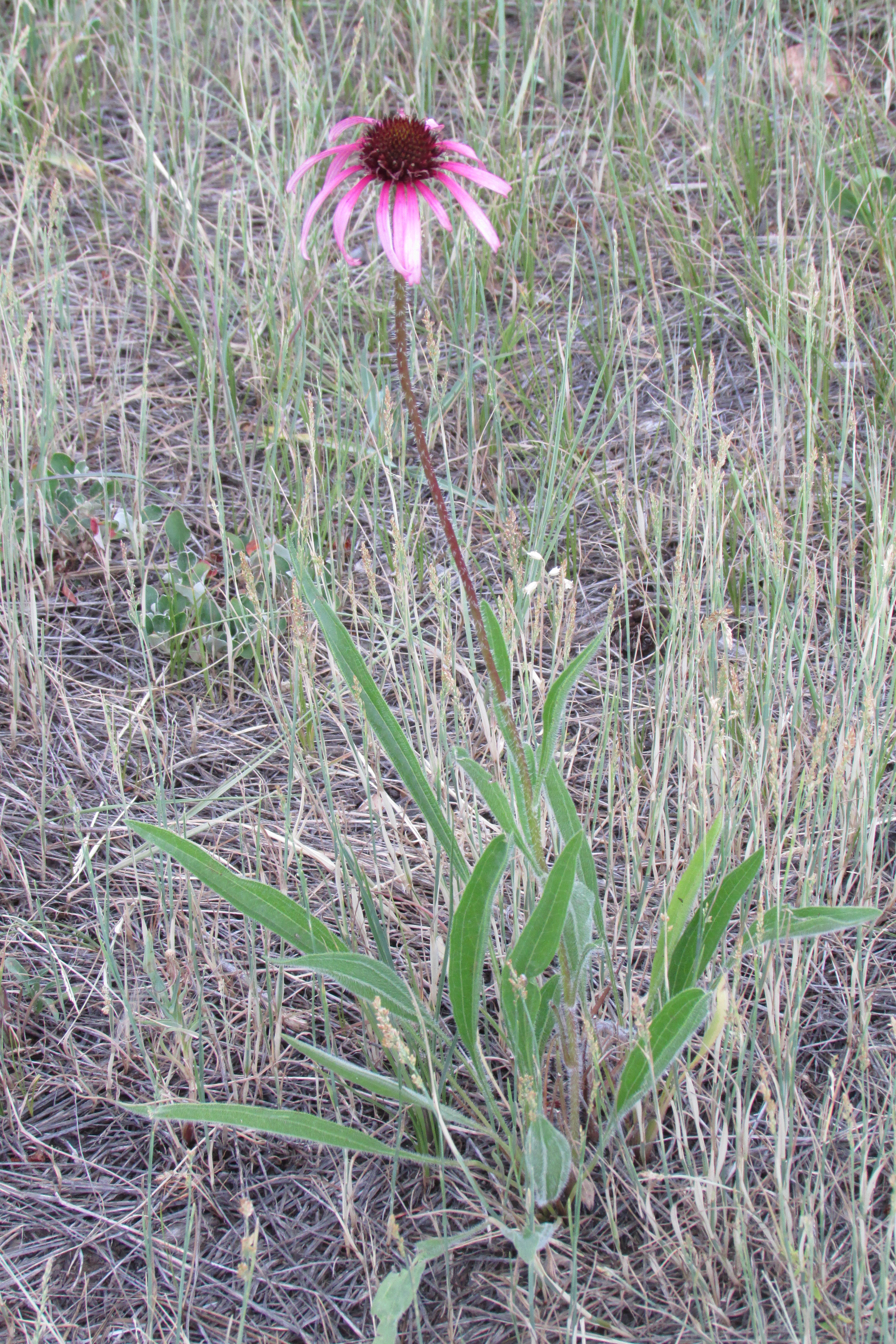
Schmalblättriger Sonnenhut (Echinacea angustifolia)

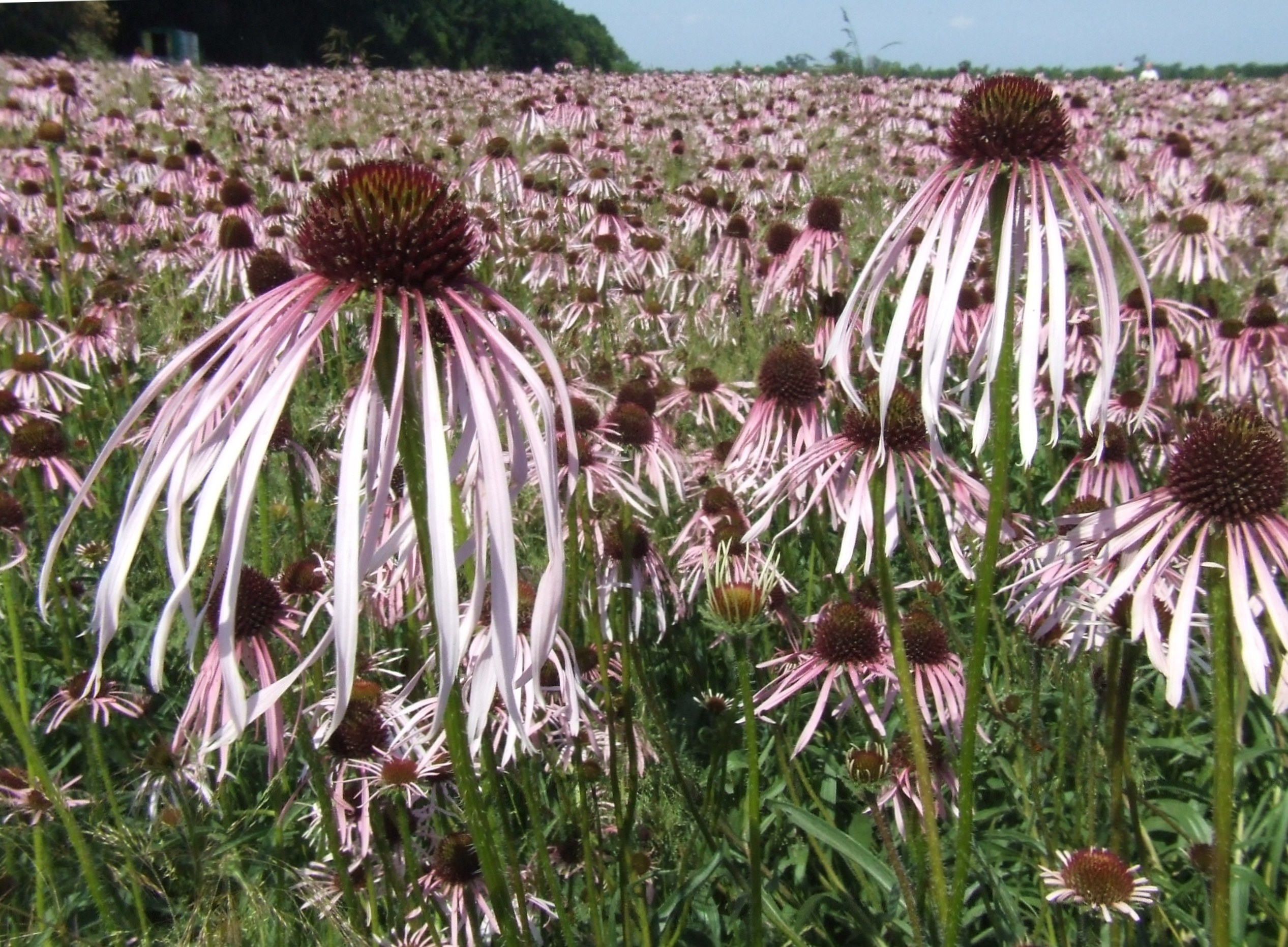
Prärie-Igelkopf (Echinacea pallida)

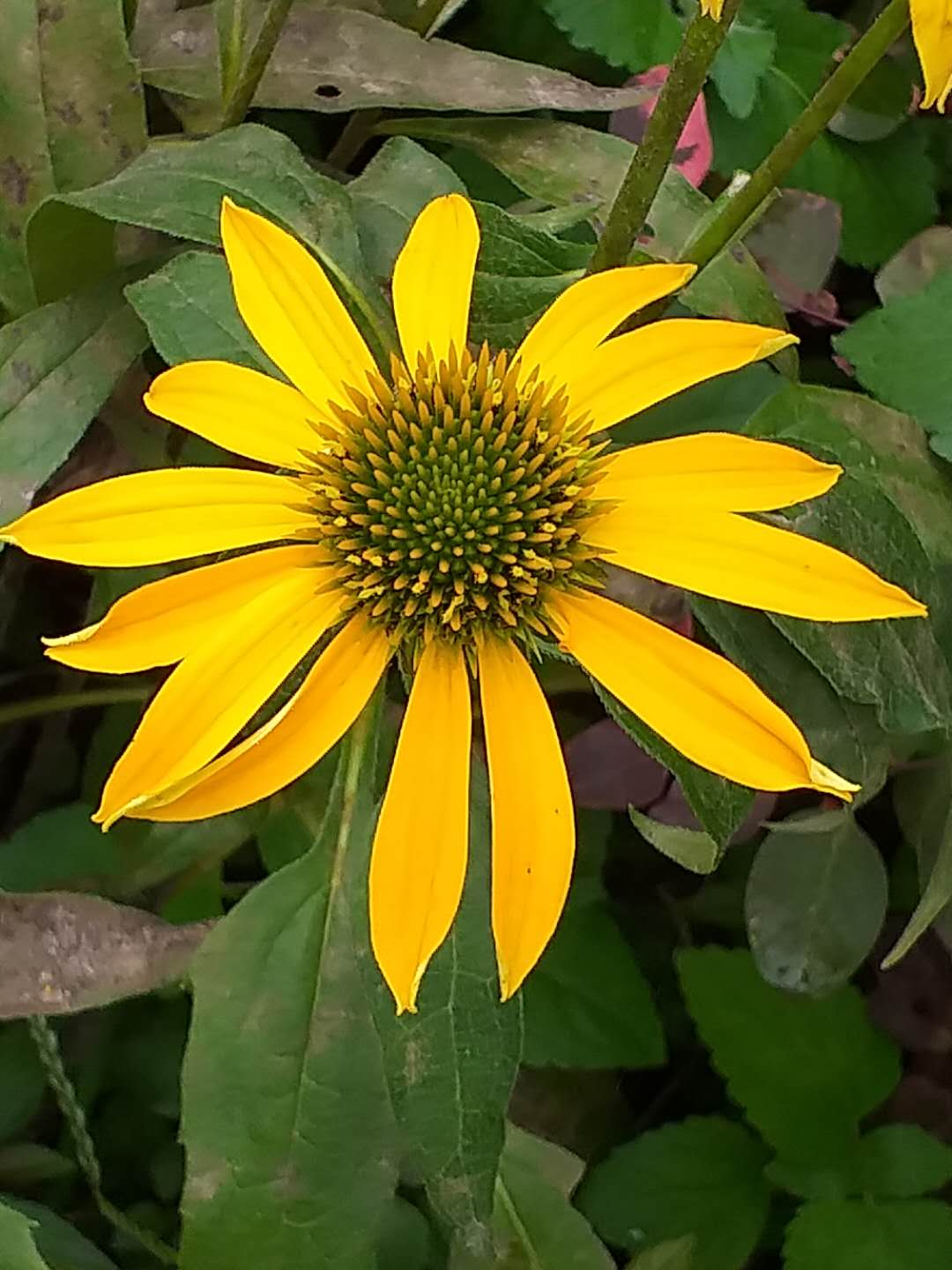
Gelber Sonnenhut (Echinacea paradoxa)

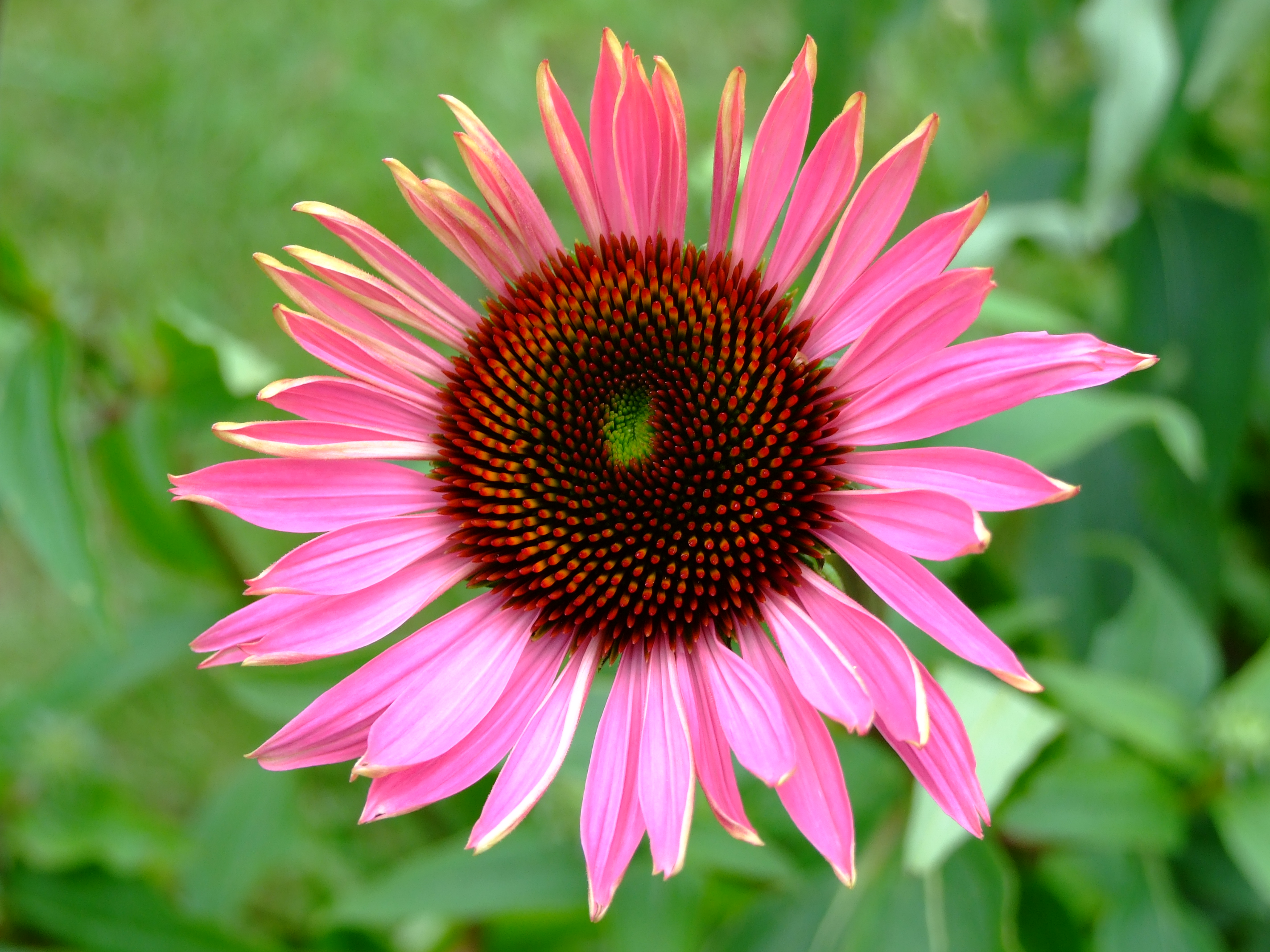
Purpur-Sonnenhut (Echinacea purpurea)

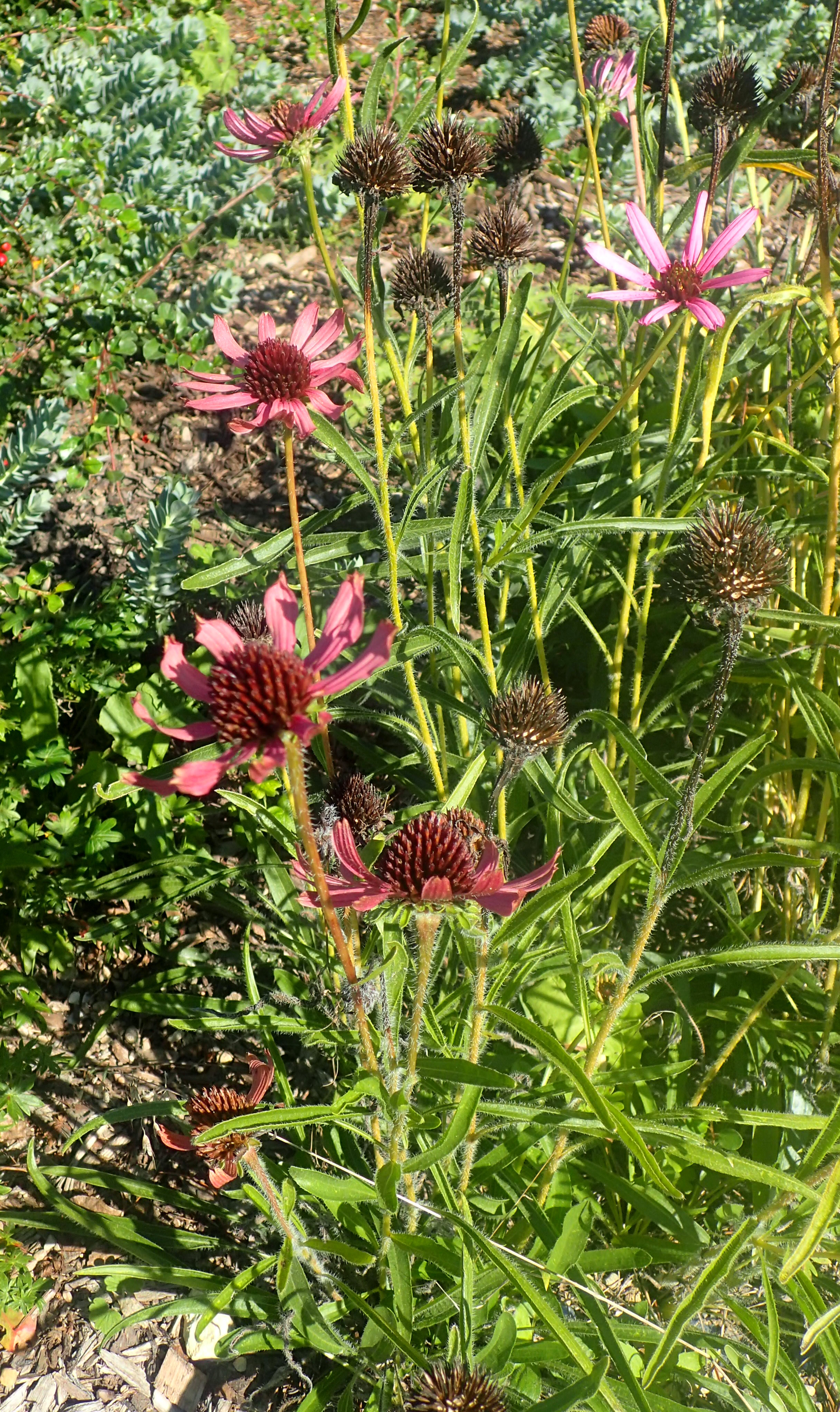
Echinacea tennesseensis

Die korbförmigenförmigen Blütenstände stehen einzeln endständig auf relativ langen Stielen. Die kreisförmigen Blütenkörbe weisen Durchmesser von 1,2 bis 4 Zentimeter auf. In zwei bis vier Reihen stehen 15 bis 50 Hüllblätter; sie sind in Form und Größe fast gleich bis stark verschieden. Die Blütenstandsböden sind fast kugel- oder zylinderförmig. Es sind orangefarbene bis rötlich purpurfarbene Spreublätter vorhanden, die die Röhrenblüten, als auffälliges Merkmal der Gattung, wie kleine Igelstacheln (botanischer Name!) überragen. Die Blütenkörbe enthalten acht bis 21 Zungenblüten und 200 bis über 300 Röhrenblüten. Die ungeschlechtigen Zungenblüten (= Strahlenblüten) sind gelb, weiß, dunkel purpurfarben bis hell rosafarben. Die zwittrigen, fertilen Röhrenblüten (= Scheibenblüten) sind rosa- bis rötlich purpurfarben, grünlich oder gelb mit fünf Kronzipfel. Der Pollen ist meist gelb, bei Echinacea pallida ist er meist weiß.
Die drei- bis vierkantigen Achänen sind hellbraun oder zweifarbig mit dunkelbraunem Band. Der Pappus ist mehr oder weniger kronenförmig mit oder ohne bis zu vier markanten Zähnen.

## Systematik
Die Erstveröffentlichung des Gattungsnamens Echinacea erfolgte 1794 durch Conrad Moench in Methodus plantas horti botanici et agri Marburgensis, S. 591.
Ein Synonym für Echinacea Moench ist Brauneria Neck. ex Porter & Britton.
Die ursprüngliche Pflanzensystematik nach Arthur John Cronquist umfasste vier Echinacea-Arten mit je zwei Varietäten, Echinacea pallida (mit den beiden Varietäten Echinacea pallida var. angustifolia und Echinacea pallida var. pallida), Echinacea atrorubens (mit den Varietäten Echinacea atrorubens var. atrorubens und Echinacea atrorubens var. paradoxa), Echinacea laevigata und Echinacea purpurea.
Die neueste Bearbeitung der Gattung dürfte S. E. Binns u. a.: A taxonomic revision of Echinacea (Asteraceae: Heliantheae). in Syst. Bot. 27, 2002, S. 610–632 sein. Die hier vorgestellte Auflistung stammt von Ronald McGregor, mit neun Echinacea-Arten, zwei mit wiederum je zwei Varietäten.
- Schmalblättriger Sonnenhut (Echinacea angustifolia DC.): Es gibt etwa zwei Varietäten:
  - Echinacea angustifolia var. angustifolia: Sie kommt im westlichen Kanada, in den zentralen und in den nordwestlichen Vereinigten Staaten vor.[6]
  - Echinacea angustifolia var. strigosa McGregor: Sie kommt im südlich-zentralen Kansas, im zentralen Oklahoma und in Texas vor.[6][7]
- Echinacea atrorubens Nutt.: Sie kommt in den US-Bundesstaaten Kansas, Oklahoma und Texas vor.[6][7]
- Echinacea laevigata (Boynton & Beadle) Blake: Sie kommt in Pennsylvania, Virginia, Georgia, North und South Carolina vor.[7]
- Prärie-Igelkopf (Echinacea pallida (Nutt.) Nutt.): Sie kommt in den US-Bundesstaaten Georgia, North Carolina, South Carolina und Virginia  vor.[6][7]
- Gelber Sonnenhut (Echinacea paradoxa (Norton) Britton) (Syn.: Echinacea atrorubens var. paradoxa (J.B.S.Norton) Cronq.): Mit zwei Varietäten:
  - Echinacea paradoxa var. neglecta McGregor (Syn.: Echinacea atrorubens (Nutt.) Nutt. var. neglecta (McGregor) Binns et al.): Sie kommt in den US-Bundesstaaten Oklahoma und Texas vor.[6][7]
  - Echinacea paradoxa var. paradoxa: Sie kommt in den US-Bundesstaaten Missouri und Arkansas vor.[6][7]
- Purpur-Sonnenhut (Echinacea purpurea (L.) Moench)[7]
- Echinacea sanguinea Nutt.: Sie kommt in den US-Bundesstaaten Oklahoma, Arkansas, Louisiana und Texas vor.[6][7]
- Echinacea simulata McGregor: Sie kommt in den US-Bundesstaaten Missouri, Arkansas, Georgia, Kentucky und Tennessee vor.[6][7] In Illinois ist sie ein Neophyt.[6]
- Echinacea tennesseensis (Beadle) Small: Sie kommt nur im US-Bundesstaat Tennessee vor.[6][7]

Davon haben medizinisch die drei folgenden Echinacea-Arten die größte Bedeutung erlangt:
- der Purpurfarbene, Rote oder Purpur-Sonnenhut (Echinacea purpurea),
- der Blassfarbene Sonnenhut oder Prärie-Igelkopf (Echinacea pallida) sowie
- der Schmalblättrige Sonnenhut (Echinacea angustifolia).

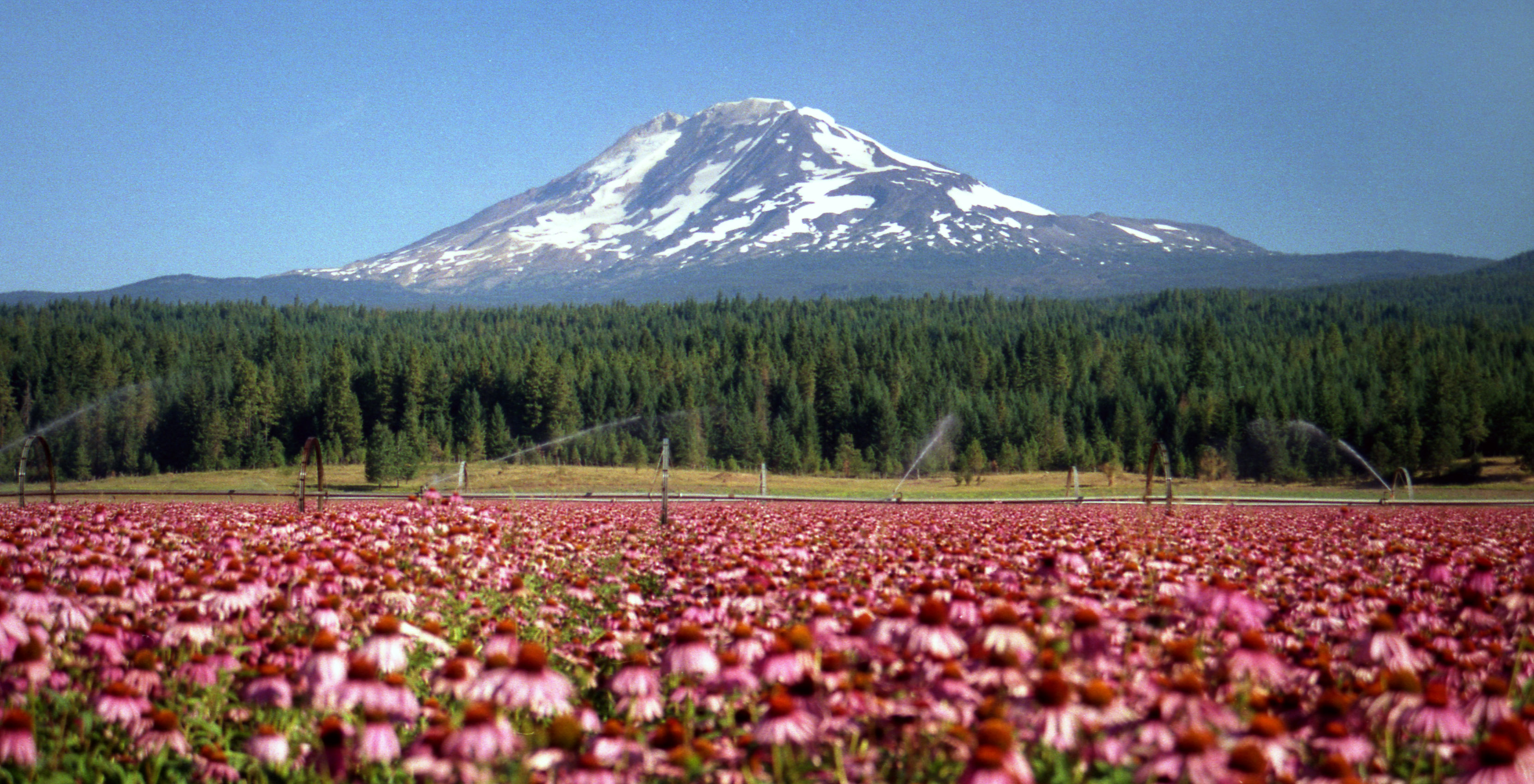
Echinacea-Feldanbau am Mount Adams im US-Bundesstaat Washington

## Medizinische Anwendung
Sonnenhüte sind als alte Heilpflanzen bekannt, die schon von den Ureinwohnern Nordamerikas genutzt wurden. Belegt ist die Verwendung bei Zahnschmerzen und Vergiftungen, als Schmerzmittel (u. a. bei Hals- und Magenschmerzen), bei Verbrennungen, Erkältungen und rheumatischen Beschwerden. Er wird zur Unterstützung bei Atemwegs- oder Harnwegs-Infekten sowie äußerlich bei schlecht heilenden Wunden eingesetzt. Dabei finden vor allem die Arten Echinacea purpurea, pallida und angustifolia Verwendung. Die medizinische Wirkung ist in der Wissenschaft umstritten; verschiedene Studien und Metastudien kommen zu unterschiedlichen Ergebnissen.
Beim Purpur-Sonnenhut werden feste und flüssige Frischpflanzenzubereitungen aus den oberirdischen Pflanzenteilen (Echinaceae purpureae herba) eingesetzt, eine Zubereitung als Tee ist nicht sinnvoll. Ferner sind Zubereitungen aus den Wurzeln von Purpur-Sonnenhut, Schmalblättrigem Sonnenhut und Prärie-Igelkopf im Handel. Aufgrund unterschiedlicher Zubereitungsformen sind die Präparate nicht direkt miteinander vergleichbar.
Aus einigen Sonnenhutarten gewonnene Medikamente wirken möglicherweise stimulierend auf das Immunsystem. Dies soll durch die Beeinflussung der Aktivität der bakteriellen Gewebe-Hyaluronidase geschehen.

### Wirksamkeit
Eine systematische Übersichtsarbeit der Cochrane Collaboration von 2014 untersuchte 24 kontrollierte Studien zur Wirksamkeit von Echinacea-Präparationen zur Vorbeugung und Behandlung von Erkältungskrankheiten. Keine der Studien zeigte für sich eine vorbeugende Wirkung. Anhand einer statistischen Zusammenfassung (Metaanalyse) der Einzelstudienergebnisse schließen die Autoren eine geringe vorbeugende Wirkung mancher Echinacea-Produkte allerdings nicht aus. Da sich die Studien jedoch stark bezüglich Durchführung und verwendeter Pflanzenteile unterschieden, ist die Aussagekraft einer solchen Metaanalyse gering, eine eindeutige Einschätzung der Wirksamkeit ist somit nicht möglich. Zur Behandlung von bereits eingetretenen Erkältungen ist die Studienlage widersprüchlich. Insgesamt deuten die Studien darauf hin, dass Symptome weder gelindert werden, noch die Heilung beschleunigt wird. Eine weitere Systematische Übersichtsarbeit von 2018 fasste Studien an Kindern zusammen und bestätigt die unklare Studienlage. Bei Erwachsenen weist ein Review von 2019 darauf hin, dass sich ein schwacher Schutz vor Erkältungskrankheiten einstellen kann, wenngleich die Signifikanz fragwürdig ist. Zudem mahnen die Autoren der Studie einen Publikationsbias an – es gibt Hinweise darauf, dass negative Studienergebnisse nicht veröffentlicht wurden.
Dagegen kam der Ausschuss für pflanzliche Arzneimittel (HMPC) in einer Beurteilung der Wirksamkeit im Jahr 2014 zu dem Schluss, die vorliegenden wissenschaftlichen Studien würden einen positiven Effekt definierter Arzneimittel aus dem Kraut des Purpur-Sonnenhutes auf den Krankheitsverlauf bei Erkältungen entfalten. Dies gelte jedoch nur für Erwachsene. Bei Kindern unter 12 Jahren lägen nach Angaben der Behörde keine ausreichenden Belege für eine Wirksamkeit vor. Zusätzlich akzeptierte das HMPC den Einsatz von Frischpflanzenzubereitungen bei oberflächlichen Wunden als „traditionelle Verwendung“ des pflanzlichen Arzneimittels, nicht auf ausreichende Belege aus klinischen Prüfungen. Hierfür genügt ein plausibler Wirkmechanismus, zudem eine längere sichere Anwendungsdauer (mindestens 30 Jahre, davon mindestens 15 Jahren innerhalb der EU). In drei weiteren Monografien akzeptierte das HMPC die traditionelle Verwendung auch für Zubereitungen aus den Wurzeln von Purpur-Sonnenhut, Schmalblättrigem Sonnenhut sowie Prärie-Igelkopf zur Linderung von Erkältungssymptomen.
In den älteren Monografien der Kommission E wurde noch von der Verwendung der Presssäfte der Wurzeln von Echinacea angustifolia und Echinacea pallidae herba (schmalblättriges Sonnenhutkraut und blassfarbenes Kegelblumenkraut) abgeraten (Negativmonografie), da der Nutzen zur damaligen Zeit noch nicht ausreichend belegt war und Allergien gegen Korbblütler in der Allgemeinbevölkerung recht häufig sind.
Möglicherweise sind für die immunmodulierenden Eigenschaften in Echinacea bioaktive Substanzen wie beispielsweise Alkylamide verantwortlich. Diese auch als Protoalkaloid oder Pseudoalkaloid bezeichneten Komponenten ähneln strukturell Endocannabinoiden und weisen eine hohe Bioverfügbarkeit auf. Aus diesem Grund dürfen Patienten mit schweren systemischen Erkrankungen, Autoimmunerkrankungen, Immunschwächeerkrankungen und immunsuppressive Patienten entsprechende Arzneimittel nicht einnehmen.

### Neben- und Wechselwirkungen
Geringfügige unerwünschte Wirkungen wurden bei Echinacea-Präparaten beobachtet. Zudem können diese mit Medikamenten wechselwirken, dies sollte bei Cytochrom P450-metabolisierenden Substanzen oder bei solchen mit lebertoxischem Potenzial beachtet werden, da sie deren Wirkung verstärken.